# Xue Jiao
Xue Jiao (30 de janeiro de 1993) é uma futebolista profissional chinesa que atua como defensora.

## Carreira
Xue Jiao fez parte do elenco da Seleção Chinesa de Futebol Feminino, nas Olimpíadas de 2016. 